# Prakara

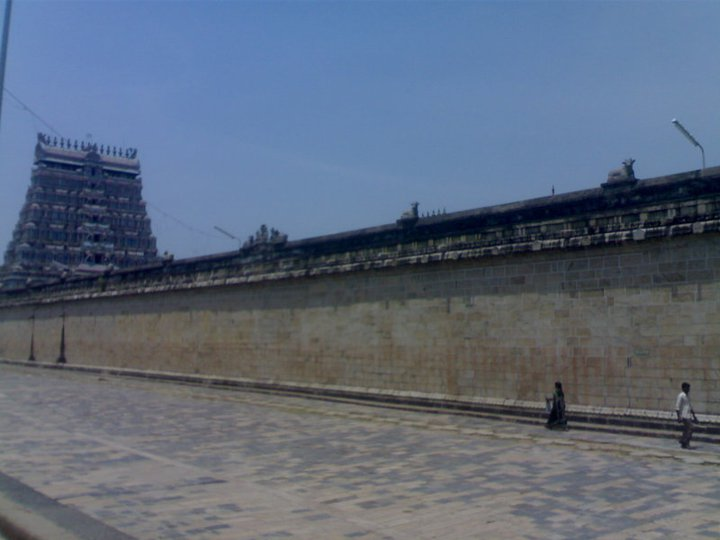
Le prakara du temple Nataraja à Chidambaram

Le Prakara (ou prakaram, pragaram, pragaaram) est l'enceinte extérieure de certains temples hindouistes plutôt en Inde du Sud .
Le nom vient de प्राकारम् (prākāram) en Sanskrit.